# Dinkel
Dinkel – rzeka o długości 89 km; dopływ Vechte. Wypływa z Niemiec do Holandii, a następnie znów wpływa do Niemiec.

## Przebieg rzeki
Dinkel zaczyna bieg w Nadrenii Północnej-Westfalii, w zachodnim Münsterlandzie w powiecie Coesfeld między Ahaus i Coesfeld w gminie Rosendahl. Źródła znajdują się koło wsi Osterwick – w pobliżu osiedla Höven.
Z wysokości ok. 80 m rzeka spływa początkowo lekko na zachód, w kierunku Gescher (gdzie przez ok. 3 km stanowi granicę gmin Rosendahl), następnie natrafia na A 31, równolegle do której biegnie w kierunku północnym aż do Legden i Heek. Po przepłynięciu pod autostradą, przepływa do położonego na północny zachód Gronau i pokonuje granicę niemiecko-holenderską. W Holandii, płynie nieuregulowanym korytem przez Losser i Dinkelland, a następnie ponownie wpływa na tereny niemieckie. Niedaleko holenderskiego Denekamp rzeka krzyżuje się z biegnącym równoleżnikowo kanałem Nordhorn-Almelo-Kanal. Kanał ten nie jest już używany przez żeglugę. W Niemczech przepływa przez Dolną Saksonie w kierunku Neuenhaus w Hrabstwie Bentheim. Przy północnym skraju miasta Dinkel wpływa do Vechte.

## Długość
Dinkel ma w sumie 89 km, z czego:
- w Niemczech – 41 km w Nadrenii-Westfalii
- w Holandii – 46 km
- ponownie w Niemczech – 9 km w Dolnej Saksonii.

Uwaga: Jako że rzeka stanowi część granicy między obu państwami, suma długości podanych odcinków różni się od właściwej długości rzeki. H

## Miasta i gminy nad rzeką
- Rosendahl Niemcy
- Gescher Niemcy
- Legden Niemcy
- Heek Niemcy
- Epe Niemcy
- Gronau Niemcy
- Losser Niederlande
- Dinkelland Holandia
- Neuenhaus Niemcy